# فهرست اماکن سرشماری در ماساچوست
فهرست اماکن سرشماری در ماساچوست (انگلیسی: List of census-designated places in Massachusetts)
در خصوص سرشماری ۲۰۲۰، ۱۹۰ نقطه از  اماکن تعیین شده براساس تقسیمات اداری (CDP) در ماساچوست  وجود دارد. بر اساس حروف الفبا، آنها عبارتند از:

## A
- ابینگتن، ماساچوست
- اکشنت، ماساچوست
- آدامز، ماساچوست
- اندوور
- آرلینگتون، ماساچوست
- اتول (حوزه سرشماری)، ماساچوست
- آیر (حوزه سرشماری)، ماساچوست

## B
- بالدوین‌ویل، ماساچوست
- بار (حوزه سرشماری)، ماساچوست
- بلکرتن، ماساچوست
- بلینگهام، ماساچوست
- بلمونت، ماساچوست
- Blandford
- بلیس کورنر، ماساچوست
- بورن، ماساچوست
- باکسفورد، ماساچوست
- بروستر، ماساچوست
- بروکفیلد، ماساچوست
- بروکلاین، ماساچوست
- برلینگتون، ماساچوست
- بازرادز بی، ماساچوست

## C
- Cedar Crest
- چتام (حوزه سرشماری)، ماساچوست
- چشایر (حوزه سرشماری)، ماساچوست
- چستر، ماساچوست
- کلینتون، ماساچوست
- کوچی‌توایت، ماساچوست
- کورداویل، ماساچوست

## D
- دنورس، ماساچوست
- ددهام، ماساچوست
- دیرفیلد، ماساچوست
- دنیس، ماساچوست
- دنیس پورت، ماساچوست
- دیونز، ماساچوست
- دوور، ماساچوست
- داکسبری، ماساچوست

## E
- ایست بروکفیلد (حوزه سرشماری)، ماساچوست
- ایست دنیس، ماساچوست
- ایست داگلاس، ماساچوست
- ایست فالماوت، ماساچوست
- ایست هارویک، ماساچوست
- ایست پپرل، ماساچوست
- ایست سندویچ، ماساچوست
- ادگارتون، ماساچوست
- اسکس، ماساچوست

## F
- فالماوت (حوزه سرشماری)، ماساچوست
- فیسک‌دیل
- فورستدیل
- فاکسبرو، ماساچوست

## G
- گرندبی (حوزه سرشماری)، ماساچوست
- برینگتون بزرگ، ماساچوست
- گرین هاربر، ماساچوست
- گروتن (حوزه سرشماری) ماساچوست

## H
- Hanscom Air Force Base
- هنسون (حوزه سرشماری)، ماساچوست
- هارویچ سنتر، ماساچوست
- هارویچ پورت، ماساچوست
- هتفیلد (حوزه سرشماری)، ماساچوست
- هینگام (حوزه سرشماری)، ماساچوست
- هالبروک، ماساچوست
- هلند (حوزه سرشماری)، ماساچوست
- هوپدیل، ماساچوست
- هوپکینتون، ماساچوست
- هالبروک، ماساچوست
- هادسون (حوزه سرشماری)، ماساچوست
- هال (ماساچوست)
- هانتینگتون (مکان مختص سرشماری)

## I
- ایپسویچ، ماساچوست

## K
- کینگستون (حوزه سرشماری)، ماساچوست

## L
- لی (حوزه سرشماری)، ماساچوست
- لیناکس (حوزه سرشماری)، ماساچوست
- |لنوکس دیل، ماساچوست
- لکسینگتون، ماساچوست
- لیتل‌تاون کامون، ماساچوست
- لانگمیدو، ماساچوست
- لوننبرگ (حوزه سرشماری)، ماساچوست
- لیننفیلد، ماساچوست

## M
- مداکت، ماساچوست
- منزفیلد سنتر، ماساچوست
- ماربلهد، ماساچوست
- ماریون سنتر، ماساچوست
- مارشفیلد (حوزه سرشماری)، ماساچوست
- مارش‌فیلد هیلز، ماساچوست
- مشپی نک، ماساچوست
- ماتاپویست، ماساچوست
- مینراد، ماساچوست
- مدفیلد، ماساچوست
- میدلبورو سنتر، ماساچوست
- میلفورد (حوزه سرشماری)، ماساچوست
- میلرز فالز
- میلیس-کلیکات
- میلتون، ماساچوست
- جزیره مونومسکوی
- مانسن سنتر، ماساچوست
- مانیومنت بیچ

## N
- ناهان، ماساچوست
- ننتاکت
- نیدهام
- نیو سیبری
- بروکفیلد شمالی
- ایستهام شمالی
- نورت فالمات، ماساچوست
- نورت لیک‌ویل، ماساچوست
- نورت پمبروک، ماساچوست
- نورت پلیموت، ماساچوست
- سیچوئت شمالی، ماساچوست
- نورت سیکونک، ماساچوست
- وستپورت شمالی، ماساچوست
- نورتبورو (حوزه سرشماری)، ماساچوست
- نورتفیلد (حوزه سرشماری)، ماساچوست
- نورت‌وست هارویچ، ماساچوست
- نورتون سنتر، ماساچوست
- نوروود، ماساچوست

## O
- Oak Bluffs
- اوشن بلاف-برنت راک، ماساچوست
- اوشن گرو، ماساچوست
- آن‌ست، ماساچوست
- اورنج (حوزه سرشماری)، ماساچوست
- اورلئان (حوزه سرشماری)، ماساچوست
- آکسفورد (حوزه سرشماری)، ماساچوست

## Y
- یارموت پورت، ماساچوست